# 시리아와 이집트의 영지주의
시리아-이집트의 나스티시즘(Syrian-Egyptian Gnosticism, 시리아-이집트의 영지주의; 시리아-이집트의 나스틱파, Syrian-Egyptian Gnostic Schools)은 중동(Middle East) 지역에 있었던 고대 나스티시즘(Gnosticism, 영지주의) 종교 운동들을 지칭하는 낱말이다. 시리아-이집트의 나스티시즘 운동들은 주로 기원후 1세기부터 4세기에 걸쳐 존재하였다. 시리아-이집트의 나스티시즘은 기독교, 플라톤 철학의 전통들(Platonism), 그리고 유대교(Judaism)의 영향을 크게 받았으며 또한 영향을 주었다.

## 시리아-이집트의 나스틱파들
- 세트주의
- 토마스주의(토마스파, 도마주의, 토마스 복음서
- 발렌티누스주의(발렌티누스파)
- 바실리데스주의(바실리데스파)
- 바르다이산주의(바르다이산파)
- 아르콘주의(아르콘파)

## 시리아-이집트 나스티시즘의 특징
시리아-이집트의 나스티시즘은 대체로 다음과 같은 교의를 그 특징으로 하고 있다:
- 심원하며 지고한 모나드적 신성(神性) 또는 근원에 대한 관념을 가지고 있다.
- 지고한 모나드적 신성으로부터 하위의 신적인 존재들(further divine beings)이 발출되어 나타난다.
- 지고한 모나드적 신성의 하위 존재 또는 대립 존재로서 물질 우주를 창조하는 창조신(a creator God = 조물주)이 별도로 존재하며, 이 창조신을 데미어지(demiurge)라 한다.
- 물질 세상은 데미어지에 의해 창조된 세계로 결함이 있는 세계이다. 하지만 물질 세상은 그 구성 물질들이 허락하는 한도내에서는 선할 수 있다.
- 인간의 신적인 요소(divine element = 영혼 = soul)는 신의 세계(divine realm) 즉 빛의 세계(플레로마)로부터 물질 세상으로 '실락하여(fall)' 인간 육체에 거주하고 있는 상태이다.